# Cantón de Ennezat
El cantón de Ennezat era una división administrativa francesa, que estaba situada en el departamento de Puy-de-Dôme y la región de Auvernia.

## Composición
El cantón estaba formado por once comunas:
- Chappes
- Chavaroux
- Clerlande
- Ennezat
- Entraigues
- Martres-sur-Morge
- Saint-Beauzire
- Saint-Ignat
- Saint-Laure
- Surat
- Varennes-sur-Morge

## Supresión del cantón de Ennezat
En aplicación del Decreto nº 2014-210 de 21 de febrero de 2014, el cantón de Ennezat fue suprimido el 22 de marzo de 2015 y sus 11 comunas pasaron a formar parte; diez del nuevo cantón de Aigueperse y una del nuevo cantón de Gerzat.